# Бальтзенайм
Бальтзенха́йм (фр. Baltzenheim) — коммуна на северо-востоке Франции в регионе Гранд-Эст (бывший Эльзас — Шампань — Арденны — Лотарингия), департамент Верхний Рейн, округ Кольмар — Рибовилле, кантон Энсисем. До марта 2015 года коммуна административно входила в состав упразднённого кантона Андольсайм (округ Кольмар).
Площадь коммуны — 6,52 км², население — 574 человека (2006) с тенденцией к росту: 586 человек (2012), плотность населения — 89,9 чел/км².

## Население
Численность населения коммуны в 2011 году составляла 578 человек, а в 2012 году — 586 человек.
| 1962 | 1968 | 1975 | 1982 | 1990 | 1999 | 2005 | 2006 | 2010 | 2011 | 2012 |
| ---- | ---- | ---- | ---- | ---- | ---- | ---- | ---- | ---- | ---- | ---- |
| 207  | 204  | 245  | 318  | 458  | 495  | 566  | 574  | 583  | 578  | 586  |

Динамика населения:

## Экономика
В 2010 году из 409 человек трудоспособного возраста (от 15 до 64 лет) 318 были экономически активными, 91 — неактивными (показатель активности 77,8%, в 1999 году — 79,2%). Из 318 активных трудоспособных жителей работали 284 человека (150 мужчин и 134 женщины), 34 числились безработными (20 мужчин и 14 женщин). Среди 91 трудоспособных неактивных граждан 25 были учениками либо студентами, 46 — пенсионерами, а ещё 20 — были неактивны в силу других причин.
На протяжении 2011 года в коммуне числилось 216 облагаемых налогом домохозяйств, в которых проживало 597 человек. При этом медиана доходов составила 21136 евро на одного налогоплательщика.